# Wappenmünzen
Wappenmünzen è il termine tedesco con cui sono designate dai numismatici moderni alcune monete ateniesi.
Si tratta di monete d'argento coniate ad Atene nel periodo 570 - 510 a.C. circa. Sono per lo più delle didracme e, nelle ultime fasi, anche di tetradracmi. 
Se l'opinione di alcuni scienziati è corretta, questo tipo di monete è stato introdotto ad Atene verso il  550 a. C. da Pisistrato. In questo caso la datazione si sposterebbe in questo periodo.

## Classificazione
Le Wappenmünzen non hanno una legenda ateniese, ma possono ugualmente essere senza dubbio assegnate ad Atene, perché tutti i ritrovamenti di tali monete sono concentrati in Attica o nei dintorni. Sono circolate probabilmente in quest'area e i tagli più piccoli sono stati trovati solo in Attica.
Le miniere ateniesi d'argento del Laurio avrebbero anche messo in grado la città di coniare una grande quantità di monete.
Le Wappenmünzen hanno lo stesso piede numismatico, lo stesso materiale e un quadrato incuso diviso in diagonale sul rovescio. La somiglianza più evidente è l'uso occasionale dello stesso conio al rovescio associato a diversi conii del dritto. Ciò conduce alla conclusione che le monete furono coniate in un'unica zecca centrale.

## Origine del nome
A differenza della altre monetazioni di questo periodo, Atene non aveva un unico tipo del dritto, ma tutta una serie di immagini. 
Tipi simili, circondati da un cerchio erano ampiamente utilizzati come segni di riconoscimento sugli scudi dei guerrieri, rappresentati nei vasi attici. Per questo motivo furono considerati una specie di stemma araldico delle famiglie ateniesi prominenti, che avevano l'incarico della coniazione. Quindi sono stati designati nella ricerca con il termine ancora in uso di „Wappenmünzen“ (monete con lo stemma), anche se questa interpretazione non è accettata oggi.
Colin M. Kraay ha suggerito che Pisistrato, allora tiranno di Atene, abbia coinvolto nella coniazione le singole famiglie, per ottenerne l'appoggio politico. Questa ipotesi spiegherebbe i molti tipi e loro breve tempo di coniazione.

## Periodo
Le prime monete, emesse in Lidia, sono datate al VII secolo a.C. e si diffusero rapidamente come mezzo di pagamento facilmente trasportabile. Nella Grecia centrale le emissioni iniziarono verso il 570 a.C.; diversi cittadini usavano le monete per gli affari.
La maggior parte delle monete arcaiche e classiche aveva comunque un valore elevato e non esercitavano alcun ruolo nelle transazioni quotidiane. Erano invece più importanti per il commercio con l'estero. Nonostante la crescente diffusione, c'erano ancora grandi parti della Grecia senza monete di piccolo taglio o monete del tutto. Ciò dimostra che la monete non era ancora essenziale per l'economia.
La monetazione di Atene è fortemente legata all'importanza della città. Quando Atene era un'importante città commerciale ed aveva già registrato forti esportazioni con prodotti commerciale come olio d'oliva e ceramica fine, le Wappenmünzen non erano popolari tra i commercianti a causa della mancanza di una facile riconoscibilità.
Nell'ultimo terzo del VI secolo fu presa la decisione di creare una moneta unica. I molti tipi del dritto delle Wappenmünzen furono sostituiti dall'immagine della testa di Atena, e al rovescio al posto del quadrato incuso diagonale, apparve la civetta, il più importante attributo della dea. Per la prima volta sulla moneta c'è il nome della città, che mostra che i destinatari erano ora i partner commerciali stranieri, dato che se fosse stata a uso interno non ce ne sarebbe stato bisogno.
Città come Egina e Corinto avevano già, prima di Atene, un sistema monetario stabilizzato, con un tipo ben definito e quindi ci si può interrogare sul perché Atene abbia usato una serie di tipi. La cacciata dei persiani dalla Grecia intorno 479 a.C. è frutto della crescita di Atene. L'aumento dell'estrazione mineraria dell'argento e l'espansione del porto del Pireo favorì la monetazione. Questi fattori e la decisione di coniare una moneta unica ha posto termina al conio delle Wappenmünzen, e ha favorito l'ascesa di moneta ateniese nel commercio a lunga distanza.

## Tipi
Le Wappenmünzen mostrano tipi come l'anfora, il trischele, la metà posteriore del cavallo volta a destra, la protome equina volta a sinistra, un astragalo, un cavallo imbrigliato e una civetta. Tutti questi tipi sono circondati da un cerchio.
Altri tipi come la ruota con i puntoni trasversali, la protome di cavallo a destra, la ruota con i raggi radiali, la testa bovina e il Gorgoneion non hanno il cerchio intorno. I tipi monetari fanno pensare a un legame con le Panatenaiche e alla divinità cittadina Atena, con i suoi attributi. 
Alcuni di questi tipi sono così interpretabili:
- cavallo, ruota di carro → corsa dei carri
- trischele → gare di corsa
- anfora → Regalo di Atena come dono per il vincitore (riempito con olio d'oliva)
- testa bovina → sacrificio per Atena
- Gorgoneion → la testa mozzata di Medusa, che Atena indossa sul suo scudo come deterrente

L'ultimo tipo, usato al dritto prima dell'immissione della moneta con Atena, fu il Gorgoneion. Parallelamente a questo tipo apparse una novità nella tecnica di produzione. Al rovescio del Gorgoneion è raffigurato un quadratum incusum con una testa di felino in visione frontale con due zampe. È il primo esempio di una figura al rovescio nelle monete attiche. I motivi della scelta della testa di felino non sono chiari.